# Semerket
Semerket je Horovo ime staroegipčanskega kralja iz Prve dinastije. Vladal je okoli leta 2920  pr. n. št.
Znan je predvsem po tragični legendi, ki jo je zapisal egipčansko-grški zgodovinar Maneto. Med njegovo vladavino je Egipt doletela velika nesreča.  Arheološki dokazi potrjujejo, da se je Egipt med njegovo vladavino soočal s številnimi težavami. Arheologi so sprva celo domnevali, da njegov prihod na prestol ni bil zakonit. Arheologi so namreč odkrili kamnite  posode, na katerih je bilo preko Adžibovega imena napisano Semerketovo ime. V Sakari niso odkrili grobov njegovih dvorjanov niti svečenikov, odkrili pa so sezname vladarjev od Hor Ahe, na katerih so bili vsi kralji razen Semerketa. Semerket kljub temu verjetno ni bil uzurpator, ker je v Kaajevi grobnici in Djoserjevi piramidi poleg imen kralja Dena, Adžiba in Kaaja napisano tudi njegovo ime.

## Dolžina vladanja
Maneto Semerketa imenuje Semêmpsés in mu pripisuje 18 let vladanja. Torinski seznam kraljev mu pripisuje neverjetnih  72 let.   Egiptologi in zgodovinarji imajo oba podatka za pretirana in mu pripisujejo 8½ let vladanja. Trditev temelji na Kamnu iz Kaira, na katerem je dokumentirana cela njegova vladavina. Tudi arheološke najdbe kažejo, da je vladal relativno malo časa.

## Ime
Semerketov obstoj je dobro dokazan z arheološkimi najdbami. Njegovo ime se pojavlja na napisih na posodah iz skrilavca, alabastra, breče in marmorja. Ohranjeno je tudi na slonokoščenih etiketah in glinastih pečatih na vrčih. Predmeti z njegovim imenom izvirajo iz Abida in Sakare.
Serek s Semerketovim imenom se običajno prevaja »spremljevalec božanske skupnosti« ali »zamišljen prijatelj«. Slednji prevod je za veliko znanstvenikov vprašljiv, ker hieroglif khet (Gardinerjev znak F32) običajno simbolizira telo ali božansko skupnost.
Semerketovo rojstno ime je  bolj problematično. Noben artefakt  z njegovim rojstnim imenom nima nobenih umetniških podrobnosti. Upodobljen je kot sprehajalec, ogrnjen s plaščem ali krilom, s pričesko nemes in dolgo ravno palico v rokah. Branje in pomen znaka je sporno, ker se v takšni obliki pred Semerketom ni pojavil. Razen tega je tudi hieroglif ogrnjenega moža izjemno redek. Pojavlja se samo dvakrat v napisu, ki prikazuje ceremonijalno procesijo svečenikov in zastavonoš. Nekateri egiptologi, med njimi Toby Wilkinson, Bernhard Grdseloff in  Jochem Kahl, ga berejo kot  Iry-Netjer, kar pomeni »božji varuh«.  

## Družina
O Semerkhetovi družini ni znano skoraj nič. Njegovi starši so neznani, vendar se domneva, da je bil njegov oče morda njegov predhodnik, kralj Den, mati pa kraljica Betrest, ki je kot taka opisana na Kamnu iz Kaira. Dokončni dokazi za te trditve še niso bili najdeni. Pričakovali bi, da je imel Semerket sinove in hčere, vendar se njihova imena v zgodovinskih zapisih niso ohranila. Član njegove družine bi lahko bil njegov neposredni naslednik, kralj Kaa.

## Vladanje
Stara teorija, katero so podpirali egiptologi Jean-Philippe Lauer, Walter Bryan Emery, Wolfgang Helck in Michael Rice, je trdila, da je bil Semerket uzurpator in nazakonit naslednik egipčanjega prestola. Temeljila je na ugotovitvi, da je na številnih kamnitih posodah Semerketovo ime napisano preko imena kralja Adžiba.  Semerket je enostavno izbrisal Adžibovo ime in ga zamenjal s svojim. Zagovorniki teorije razen tega poudarjajo, da v Sakari ni bil pokopan noben z njim povezan visok uradnik ali svečenik.
Sodobni egiptologi, med njimi Toby Wilkinson, I.E.S. Edwards in Winifred Needler,  omenjeno teorijo zavračajo, ker je Semerketovo ime  na kamnitih posodah omenjeno skupaj z Denovim, Adžibovim in Kaajevim imenom. Posode os odkrili v  podzemnih galerijah pod Džoserjevo stopničasto piramido (Tretja dinastija)  v Sakari. Iz napisov je razvidno, da je kralj Kaa kot Semerketov neposredni naslednik in darovalec posod imel Semerketa za svojega zakonitega predhodnika in posednika egipčanskega prestola. Egiptologi poudarjajo tudi to, da so skoraj vsi kralji Prve dinastije imeli navado, da so vzeli posebne posode iz grobnice svojega predhodnika in predhodnikovo ime zamenjali s svojim. Semerket ni vzel predmetov samo iz Adžibove grobnice, saj so v njegovi grobnici odkrili tudi predmete iz Merneitine in Denove grobnice. Odsotnost grobov visokih uradnikov je mogoče pojasniti z njegovo dokaj kratko vladavino. Zgleda, da je bil edini visoki uradnik, ki je preživel kralja, Henu-Ka, katerega ime se pojavlja na slonokoščenih etiketah v Semerketovi in Kaajevi grobnici.
Pečati iz Semerketove grobnice omenjajo novo kraljevsko gospostvo Hor wep-khet (Hor, sodnik božanske skupnosti) in zasebno gospodarstvo Hut-Ipty (hiša harema), katero so vodile  Semerketove  žene. Slonokoščene etikete dokazujejo tudi vsakoletno praznovanje Horoveg spremstva, povezanega z rednim pobiranjem davkov, kultna praznovanja božanstev prednikov Wer-Wadyt (Veliki beli) in prvega in edinega praznovanja boginje Sokar.
Kamen iz Kaira, ki poroča o celi Semerketovi vladavini, je na nekaj mestih  zelo obrabljen in v veliki meri nečitljiv. Toby A.H. Wilkinson, John D. Degreef in Hermann Alexander Schlögl so z rekonstrukcijo čitljivega dela prišli do naslednjih podatkov:
Kamen iz Kaira, glavni fragment
- Leto kronanja: Pojava kralja Spodnjega in Gornjega Egipta, združitelja obeh kraljestev; obkrožitev memfiškega Belega obzidja.
- 1. leto: Horovo spremstvo, uničenje Egipta.
- 2. leto: Pojava kralja, postavitev kipa boginje Sešat in Sedov festival.
- 3. leto: Spremljanje… (drugo manjka).
- 4. leto: Pojava kralja Gornjega Egipta, postavitev…  (drugo manjka).
- 5. leto: Spremljanje … (drugo manjka).
- 6. leto: Pojava kralja Gornjega Egipta, postavitev…  (drugo manjka).
- 7. leto: Spremljanje … (drugo manjka).
- 8. leto: Pojava kralja Spodnjega in Gornjega Egipta…  (drugo manjka).
- Leto smrti: … mesec in … dan (poškodovano).

Egiptologi in zgodovinarji posvečajo posebno pozornost vnosu »Uničenje Egipta« v drugem okencu Semerketovih letnih zapisov. Na napisu ni nobenega drugega podatka o tem dogodku, omenja pa ga tudi zgodovinar Maneto. Evzebijeva različica pravi: »Njegov sin Semémpsês, ki je vladal osemnajst let. Med njegovo vladavino je Egipt doletela velika nesreča«. Armenska različica je podobna: »Memfis, osemnajst let. Pod njim so se uresničile številne zle skutnje in pogube«. Podrobnega opisa velike nesreče ni v nobenem viru.

## Grobnica
Semerketovo grobnico v Abidu je leta 1899 odkril arheolog in egiptolog William Matthew Flinders Petrie in jo označil kot grobnica U. Petrie  je namesto stopnišča, kakršno je bilo v Denovi in Adžibovi grobnici,  odkril štiri metre široko klančino, ki je vodila neposredno v glavno pogrebno dvorano. Zmedlo ga je tudi zelo majhno število glinastih pečatov (17). Arheologi in egiptologi so iz ureditve prostorov sklepali, da je bila grobnica zgrajena v veliki časovni stiski. Ko je Petrie odkopal klančino, je odkril, da je bila na debelo polita z aromatičnim oljem, ki je še dišalo.  Ob klančini je odkril več lesenih in pletenih košar in glinastih vrčev iz ramzeškega obdobja. Znanstveniki domnevajo, da je bila grobnica ponovno odprta in obnovljena v ramzeškem obdobju, ko so svečeniki in kralji začeli na Djerovo grobnico gledati kot na obredno pogrebno mesto Ozirisove glave. Med najdbami v glavni pogrebni sobi so bile intarzije in fragmenti pohištva, predvsem podstavki, bakrene armature in nakit iz ebenovine, ametistov in turkizov. Nekaj posod je izviralo iz Levanta. Ob vhodu v grobnico je bila poškodovana stela iz črnega granita s Semerketovim serekom.
Pogrebna soba je enostavna in meri 29,2 × 20,8 metrov. Petrie je odkril, da je kraljeva mastaba nekoč pokrivala vse podzemne grobnice. Do zdaj je bilo odkritih 67 stranskih grobnic. Egiptologi, med njimi Walter Bryan Emery in Toby Wilkinson, v arhitekturi grobnice vidijo dokaz, da je bila po Semerketovi smrti prostovoljno ubita cela kraljeva družina. Wilkinson trdi tudi to, da je Semerket kot bogu podoben kralj želel dokazati svojo moč nad družino in služabniki tudi v njihovem posmrtnem življenju. Po pokopu kralja Kaaja, zadnjega iz Prve dinastije, se  je obredno žrtvovanje družine opustilo.  V grobnicah vladarjev Druge dinastije ni stranskih grobnic.

## Galerija
- Semereketova grobna stela
- Krožnik iz kalcita iz Semerketove grobnice U; Petriejev muzej, London
- Keramična črepinja s Semerketovim serekom; Louvre, Pariz
- Glinast vrč s Semerketovim serekom; Louvre, Pariz
- Fragment posode iz belega marmorja s Semerketovim serekom; Egipčanski muzej, Kairo